# Shūsuke Tsubouchi
Shūsuke Tsubouchi (坪内 秀介?, Tsubouchi Shūsuke; Takasaki, 5 maggio 1983) è un ex calciatore giapponese, di ruolo difensore.